# Wittlich
Wittlich est une ville de la Rhénanie-Palatinat, en Allemagne, chef-lieu de l'arrondissement de Bernkastel-Wittlich.

## Localisation
La ville est située dans le sud de l'Eifel, sur les bords de la Lieser, dans une vallée proche de la Moselle, au nord de la dépression de Wittlich (Wittlicher Senke).

## Communautés
Les Stadtteile ou Ortsbezirke de Wittlich sont, outre le centre principal appelé Wittlich : Bombogen, Dorf, Lüxem, Neuerburg et Wengerohr, qui jusqu'au 7 juin 1969 étaient chacune une municipalité auto-administrée.

## Histoire
| Appartenances historiques Électorat de Trèves 1291-1797 République cisrhénane (Rhin-et-Moselle) 1797-1802 République française (Rhin-et-Moselle) 1802-1804 Empire français (Rhin-et-Moselle) 1804-1813 Royaume de Prusse (Grand-duché du Bas-Rhin) 1815-1822 Royaume de Prusse (Province de Rhénanie) 1822-1918 République de Weimar 1918-1933 Reich allemand 1933-1945 Allemagne occupée 1945-1949 Allemagne 1949-présent |

Pendant la Seconde Guerre mondiale, la prison a servi de lieu de détention préventive de nombreux déportés "Nacht und Nebel" venant du SS-Sonderlager/KZ Hinzert et devant être jugés au tribunal de Cologne.
À la fin de la guerre, la prison est sous l'administration française. De nombreux criminels de guerre y furent internés. En décembre 1950, 254 criminels de guerre s'y trouvaient en détention.

### Détenus connus
- Jean Crouan[3]
- Césaire de Poulpiquet

## Forces françaises en Allemagne
Le 8e bataillon de chasseurs à pied et le 51e régiment d'artillerie ont été stationnés dans cette ville jusqu'à leur dissolution ou leur transfert. Il en est de même du 4e régiment de cuirassiers jusqu'à son départ en 1968 pour Bitche. Le 42e régiment d'infanterie de ligne tint également garnison à Wittlich, de juillet 1968 jusqu'à son départ pour Offenbourg.
Dans les années 1950 le 3e groupe du 32e régiment d'artillerie y a séjourné. Son unité de commandement était à Idar-Oberstein.
Le dernier régiment des FFECSA était le 8e BC, dissous à l'été 1999.  
Les casernes du 8e G.C. et du 51e R.A. ont été entièrement rasées et font désormais place à un grand centre commercial.
En garnison également la 733 ème Compagnie de munitions.

## Personnalités liées à la ville
- Heinrich Voigtsberger (1903-1959), général mort à Wittlich.
- Franz-Josef Veltin (1924-2010), homme politique mort à Wittlich.
- Hans Friderichs (1931-), homme politique né à Wittlich.
- Hanin Elias (1972-), chanteuse née à Wittlich.

## Jumelages
La commune entretient, avec la commune de Zossen, des « relations amicales » depuis la réunification allemande
| Ville | Ville          | Pays | Pays        | Période     |
| ----- | -------------- | ---- | ----------- | ----------- |
|       | Boxtel         |      | Pays-Bas    | depuis 1959 |
|       | Brunoy         |      | France      | depuis 1979 |
|       | Wellingborough |      | Royaume-Uni | depuis 1993 |
|       | Zossen         |      | Allemagne   | depuis 1991 |